# جرح الحبيب (ألبوم)
جرح الحبيب هو ألبوم غنائي من إنتاج شركة الخيول، للمطربة اللبنانية ديانا حداد، تم إنتاج وتوزيع الالبوم عام 2000.

## الاغاني
الألبوم مكون من 9 أغاني.
- مـانـي مـانـي
- أدلـع عـليـك
- لا إنـت
- بقـالـي زمـان
- نــور عنــيـه
- مـغـدوشـة
- خـسـرت إيـه ؟!
- قـاسـي
- جـرح الحـبـيـب